# Есун Тимур-хан
Есун Тимур-хан (умер в 1342 году) — чингизид-чагатаид, сын Эбугэн-Оглана, хан Чагатайского улуса (1336—1342).

## Правление
Есун Тимур-хан правил между правящими меньше года Дженкши-ханом и Мухаммадом Пуладом. Правил 4 года, запомнился веротерпимостью к монголам-язычникам и христианам. В частности, оказал хороший приём католическим миссионерам.